# Tearing Us Apart
Tearing Us Apart è un singolo del chitarrista britannico Eric Clapton e della cantante statunitense Tina Turner, pubblicato nel 1987 ed estratto dall'album August di Clapton.
Il brano è stato scritto da Eric Clapton e Greg Phillinganes e prodotto da Phil Collins.

## Tracce
Singolo 7"
1. Tearing Us Apart
2. Hold on